# Prunus angustifolia
Espèce
Classification phylogénétique
Prunus angustifolia, le prunier des Chickasaw, est une espèce de plantes à fleurs de la famille des Rosaceae. C'est un arbuste fruitier que l'on le trouve en Amérique du Nord.